# Elizabeth Threatt
Elizabeth Coyote Threatt (Kershaw, 12 aprile 1926 – Concord, 22 novembre 1993) è stata una modella e attrice statunitense.

## Biografia
Figlia di William Threatt, un indiano cherokee che prestò servizio nell'esercito statunitense, e di sua moglie Bessie Pearl Furr, è nota per il suo ruolo da protagonista nel film Il grande cielo (1952) di Howard Hawks. Il regista la scelse per la parte di una principessa indiana catturata da un uomo bianco come ostaggio per un accordo commerciale e che si ritrova al centro di un triangolo amoroso con Kirk Douglas e Dewey Martin. Fu l'unica apparizione cinematografica della Threatt, e tutti i dialoghi da lei pronunciati erano nella lingua dei nativi americani.
Già fotomodella affermata, lasciò l'industria cinematografica (e la recitazione) dopo questo film.
Morì a Concord, nella Carolina del Nord, all'età di 67 anni.

## Filmografia
- Il grande cielo (The Big Sky), regia di Howard Hawks (1952)